# Feria 16 de julio
La Feria 16 de julio es un mercado popular callejero en la ciudad de El Alto, Bolivia. La feria es caracterizada como una de las ferias más grandes de Bolivia y de Latinoamérica.

## Características
La Feria 16 de julio es un espacio comercial, social y cultural que funciona los días jueves y domingos, la Feria toma las calles del Este de la ciudad, específicamente la zona 16 de julio, zona limítrofe con la ciudad de La Paz. En alrededor de 200 cuadras se establecen espacios de venta de características muy diversas: desde espacios de venta sobre el pavimento hasta tiendas y galerías consolidadas en edificios que abren sus puertas estos días.
En la feria se venden, sectorizados en calles y plazas, artículos de diversa índole entre los que podemos destacar:
- Vista de la Feria en el sector limítrofe entre La Paz y El Alto, denominado La Riel.Piezas de madera
- Ropa usada
- Artículos de construcción

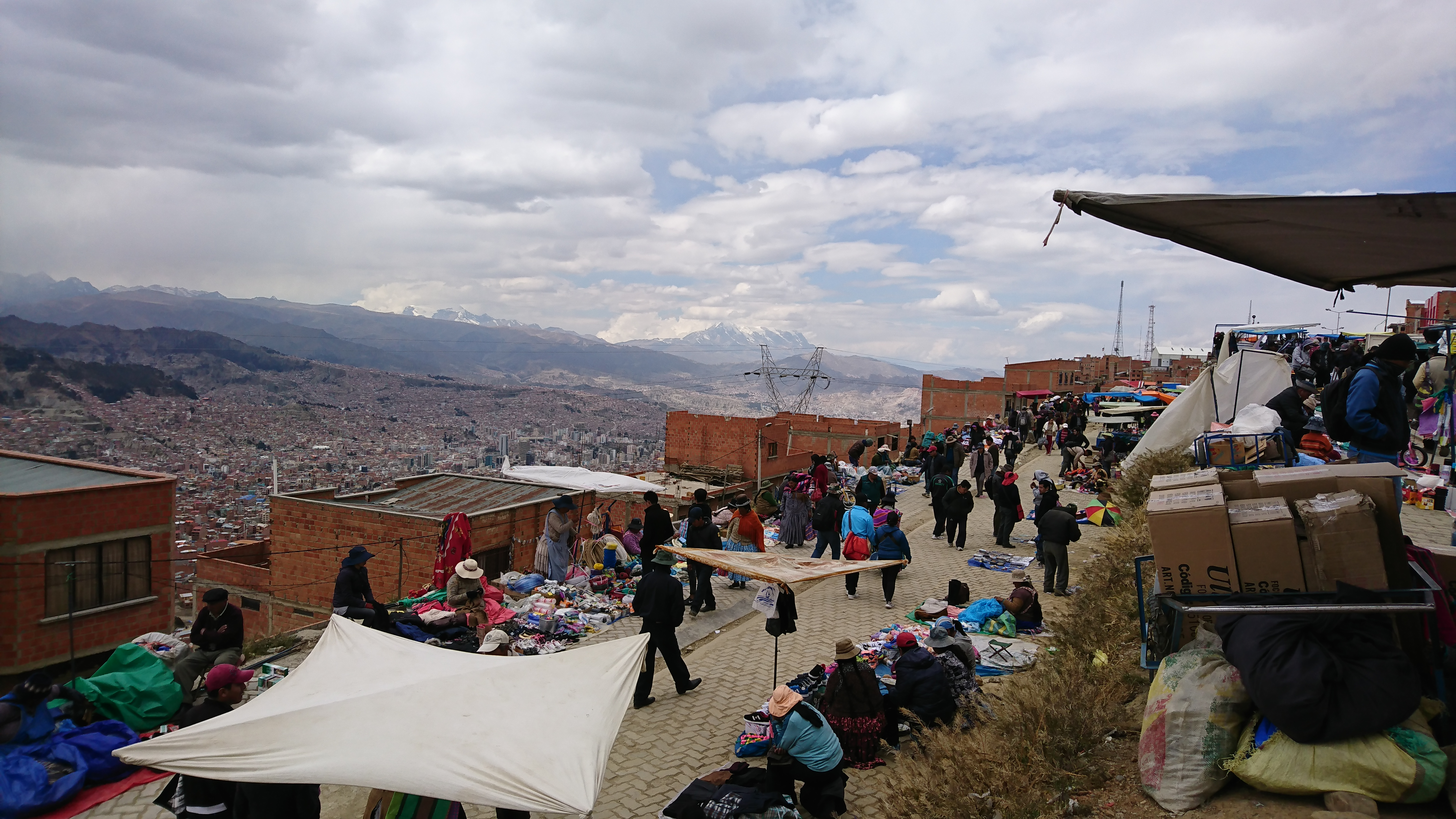
Vista de la Feria en el sector limítrofe entre La Paz y El Alto, denominado La Riel.

- Repuestos nuevos y de segunda mano
- Autopartes importadas y de segunda mano
- Vehículos
- Comida rápida
- Comida tradicional
- Artesanía
- Plantas
- Antigüedades[3]
- Muebles nuevos y de segunda mano
- Artículos de cerrajería
- Productos agrícolas
- Mascotas[4]
- Animales de cría
- Textiles artesanales
- Textiles industriales
- Material multimedia original y copias no autorizadas
- Libros,[5] revistas y folletos.
- Tesis de grado

## Importancia económica
Se calcula que las transacciones económicas que en ella se suscitan alcanzan a mover alrededor de USD 2.000.000 semanales, un equivalente a Bs. 150.000.000. Este cálculo realizado en 2018 cuantifica al menos 11.000 personas relacionadas con la actividad, una estimación previa realizada en 2017, estimaba un movimiento económico de Bs. 160.000.000.
La Feria, además del movimiento económico relacionado con las transacciones que en ella se realizan, genera montos importantes de aporte a las arcas del Gobierno Autónomo Municipal de El Alto por concepto de cobros ligados al uso temporal del espacio, cobros denominados sentajes, que en 2012 se estimaban en Bs. 200.000.
En la Feria se desarrollan diferentes actividades comerciales como la venta de artículos de uso cotidiano y laboral, la extensión de la misma ha promovido la existencia de negocios complementarios a los circuitos de búsqueda y compra  a lo largo de toda la extensión como: venta de refrescos, baños públicos, comida rápida, artículos de protección a la intemperie, servicios de transporte de mercadería en carritos o por aparapitas e incluso venta de mapas de la propia feria.

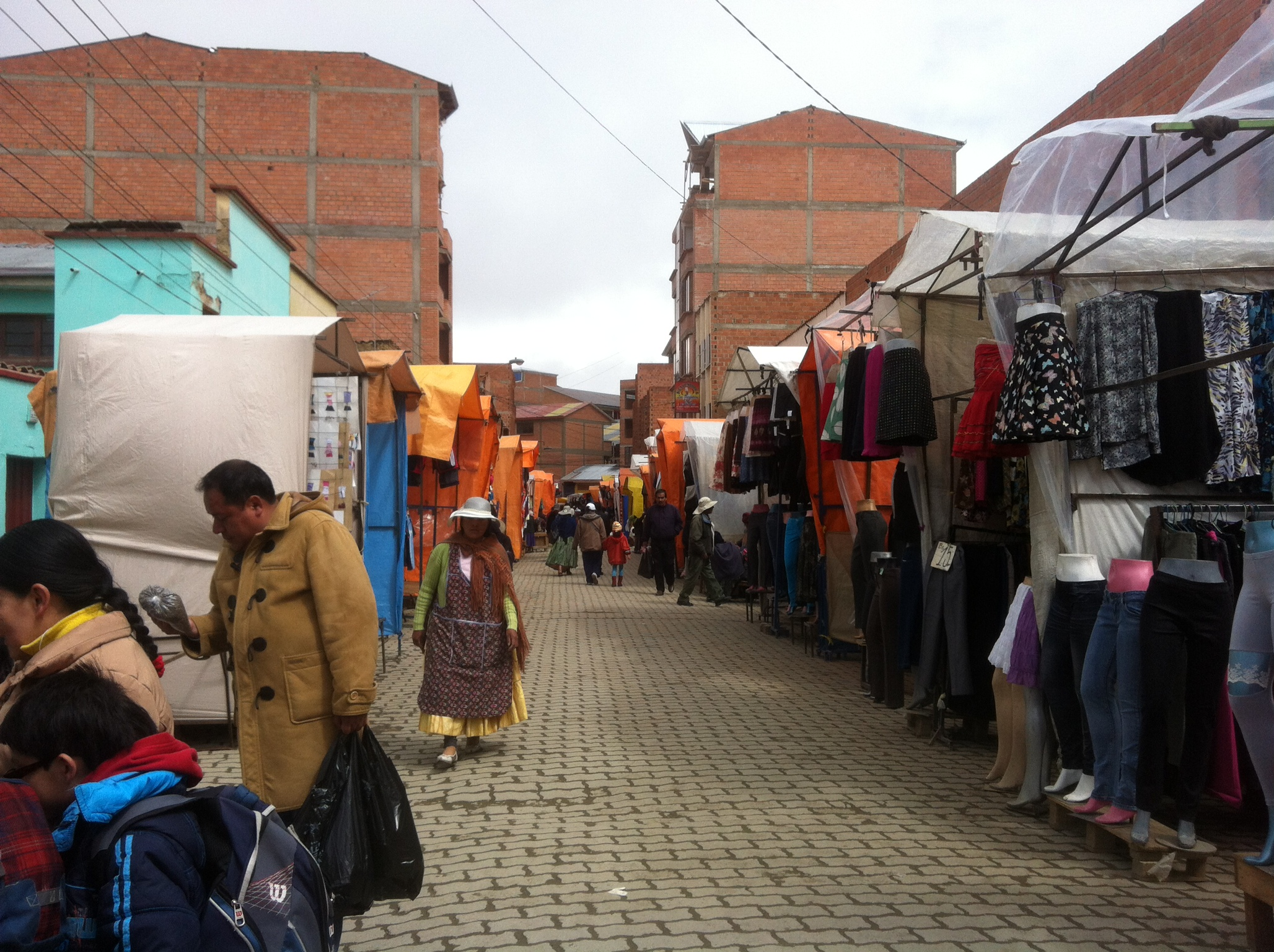
Una de las calles de la zona 16 de julioen un día de Feria.

## Importancia cultural
La Feria al ser protagonizada predominantemente por población aimara urbana o rural tiene características culturales particulares, el sociólogo Simón Yampara señala:
Una primera cosa que hay que destacar es que los comerciantes concurrentes al qhathu 16 de julio tienen una experiencia de vivencia previa en las comunidades, los ayllus del área rural. Es decir una convivencia con los diversos mundos de la naturaleza, donde la pachamama y el cielo abierto es su hábitat natural y cotidiano, razón por lo que se asientan en las calles y avenidas en contacto con el piso de la tierra y a cielo abierto, allí se sienten a gusto tanto los que venden como los compradores, pero no sólo eso, en la compra venta de cosas materiales hay una especie de mutación de energías espirituales, puesto que entre la oferta y la demanda hay algo adicional como es la iraqa/re-baja y la irjata/yapa/ aumento, con esta acción tanto el vendedor como el comprador expresan su consentimiento de buena voluntad de las partes expresado en taqi chuyma, que traducida literalmente seria «con todo el pulmón». Claro por allí circula la energía espiritual, pero más se entiende como corazón, de «todo corazón» que en aymara sería lluqu/corazón, con lo que estaríamos diciendo «taqi lluqu», que no es común escuchar esta expresión pero sí taqi chyma.
Sobre la misma feria se hacen diferentes lecturas como la postulada por Carlos Ichuta Nina:

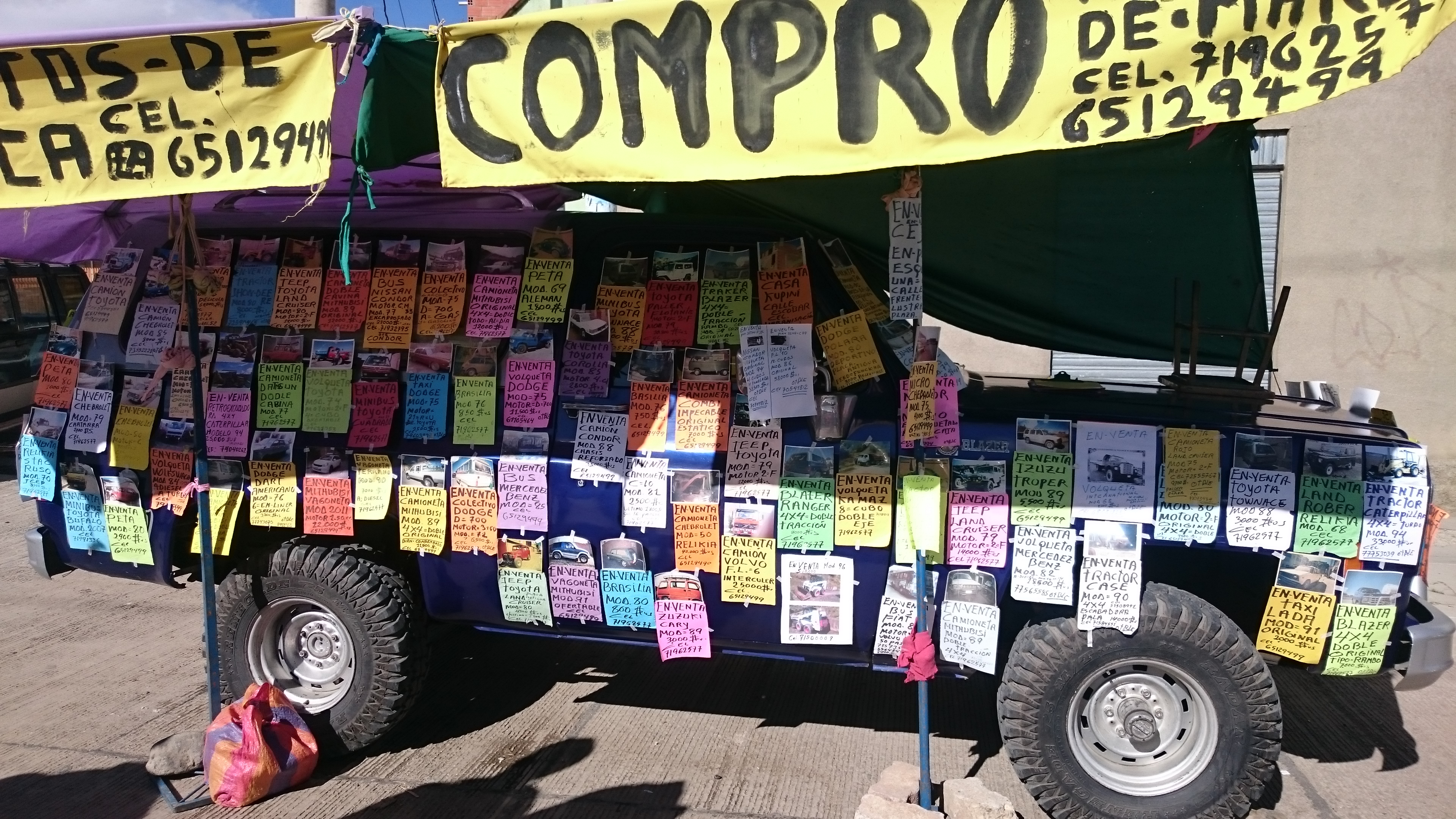
Anuncios de compra y venta en la Feria.

Para muestra, basta referirse a la Feria 16 de Julio que, más allá de las fantásticas lecturas indigenistas que la identifican como un qhatu en el que se mantendrían inalterados e incluso salvaguardados la reciprocidad y la convivencia comunitaria aymaras, es simplemente el reino de la libre oferta y la libre demanda y la manifestación más patente de una economía de mercado y de la modernidad con sus expresiones perversas y benéficas

## Personalidades
La concejala Reveca Cruz, presidenta del Consejo Municipal de la ciudad de El Alto es poseedora de un espacio de venta en la Feria al cual asiste en los recesos de su labor, y el editor y librero alteño Alexis Arguello es asiduo comprador de la misma.

## Turismo
En 2015 el Gobierno Municipal de la ciudad de El Alto implementó la ruta turística Jach’a qhatu untasa  que traducido del aimara significa: Ven a la gran feria, un recorrido que incluía una visita el espectáculo de las cholitas luchadoras.